# Wanquan
Wanquan (chinesisch 万全区, Pinyin Wànquán Qū, ehemals der Kreis Wanquan 万全县,  Wànquán Xiàn) ist ein chinesischer Stadtbezirk der bezirksfreien Stadt Zhangjiakou in der Provinz Hebei. Er hat eine Fläche von 1.127 Quadratkilometern und zählt 211.706 Einwohner (Stand: Zensus 2010).
Die Stätte Wanquan Youweicheng (Wanquan Youweicheng 万全右卫城) und der Jadekaiser-Pavillon in Ximalin (Ximalin Yuhuang ge 洗马林玉皇阁) stehen seit 2006 auf der Liste der Denkmäler der Volksrepublik China.